# 니콜라스 베르그루엔
니콜라 베르그루엔(Nicolas Berggruen , 1961년 8월 10일 ~ )은 미국과 독일의 이중국적인 자선가이자 투자가이다. 그는 민간투자회사인 베르그루엔 홀딩스와 경영문제연구소인 니콜라스 베르그루엔 연구소의 창립자이자 대표로 그의 아버지는 베를린에 있는 베르그루엔 박물관의 설립자로 알려져 있다. 집을 소유하지 않고 호텔에서 생활을 하고 있는 그는 언론에 의해 종종 “집 없는 억만장자”라 불리기도 한다.

## 교육 및 비즈니스 경력
베르그루엔은 파리출생으로 미술품 수집가인 독일계 유태인 아버지 헤인즈 베르그루엔과 오스트리아/알바니아계 가톨릭 신자인 배우 베티나 모이시 사이에서 태어났다. 그의 외할아버지인 알렉산더 모이슈는 알바니아계 오스트리아인 배우이며 외할머니 마리아는 비엔나출신이다. 베르그루엔은1978년 바칼로레아 (대학1과정, baccalauréat)를 마치기 전 파리에 있는 에콜 알사시엔 대학(the École Alsacienne)과 스위스의 르 로제(Le Rosey)에 입학했다. 17세이던 같은 해, 그는 오늘날 엘엠에스캐피탈 (LMS Capital Plc)로 알려진 런던상업증권(London Merchant Securities)의 수습으로 일했다. 1981년 뉴욕대학에서 금융, 국제 비즈니스 학사 학위를 취득, 그 후 투자 회사 배스 브라더스 기업(Bass Brothers Enterprises)에서 근무했으며 1983년부터4년간 제이콥슨사(Jacobson and Co.)에서 이사로 재직하였다.
베르그루엔은 뉴욕에서 25만불 규모의 신탁자금을 기본으로 부동산 투자에 성공하여 큰 돈을 벌었고, 그 후 주식, 채권, 사모 펀드, 벤처 펀드 및 헤지펀드 등의 방법으로 자금을 축적하였다. 1984년 베르그루엔 홀딩스를 세운 그는 창립이래 50여 개 기업에 직접투자를 해온 베르그루엔 가족신탁에 대한 투자자문활동을 했다. 1988년 훌리오 마리오 산토 도밍고 주니어와 함께 설립한 헤지펀드인 알파 투자 관리(Alpha Investment Management)는 2004년 사프라(Safra) 은행에 판매되기도 했다. 오늘날 베르그루엔 홀딩스를 통한 투자는 독일 카스타트(Karstadt) 백화점 체인을 포함 하여 인도의 키즈(Keys) 호텔, 캘리포니아의 직업 학교인 아이이씨 대학(IECCollege)체인 및 에너지, 제조, 유통, 미디어, 부동산 회사로까지 확대되었다. 그는 현재 프리사( PRISA) 이사회의 임원으로 재직 중이다.

## 정치적 관심사
2010년 베르그루엔은 효율적인 거버넌스 시스템을 개발하고 구현하는 것을 목표로 하는 베르그루엔 거버넌스 연구소를 설립하였다. 이 연구소를 통해 그는 글로벌 거버넌스에 초점을 둔 21세기 협의회(21st century Council), 유럽통합을 지지하는 유럽미래협의회(Council for the Future of Europe), 캘리포니아의 거버넌스 시스템 개혁을 강조하는 초당적 노력의 산물인 캘리포니아의 미래를 생각하는 위원회(Think Long Committee for California) 등의 여러 정부프로젝트를 진행하고 있다.
21세기 협의회는 2011년 글로벌 거버넌스를 논의하기 위한 목적으로 시작되었다. 어네스토 제딜로를 의장으로 하여 페르난도 헨리크 카르도주, 게르하르트 슈뢰더, 고든 브라운, 조지 여, 파스칼 라미, 정 비지안 등의 정치 지도자들이 활동중이며 에릭 슈밋, 잭 도시, 피에르 오미다이어와 같은 비지니스및 과학기술 리더뿐만 아니라 조지프 스티글리츠, 마이클 스펜스, 로런스 서머 스, 그리고 프랜시스 후쿠야마와 같은 여러 노벨상 수상자와 선도적인 사상가들도 위원회에 포함되어 있다.
2011년 형성된 유럽미래 협의회는 2011년 9월 성명을 통해 유럽의 경제 위기는 정치적인 사안의 해결만으로 회복될 수 있음을 제안하며 더욱 강력하고 통합된 유럽에 대한 지지를 밝혔다.유럽미래협의회는 현재 마리오 몬티를 의장으로하여 토니블레어, 게르하르트 슈뢰더, 펠리페 곤살레스, 도리스 로이타드, 쟈크 들로르, 로버트 먼델 등의 정치리더와 사상가들이 활동하고 있다.
캘리포니아의 미래를 생각하는 위원회(Think Long Committee for California)또한 조지 슐츠, 콘돌리자 라이스, 윌리 브라운, 그레이 데이비스, 에릭 슈밋, 엘리 브로드, 로라 타이슨등의 민주당과 공화당의 정치, 산업, 노동분야의 구성원들로 이루어져있다.
그는 과거 미 뉴욕상원의원인 찰스 슈머와 미대통령 버락 오바마를 포함한 민주당 선거를 후원하였다.
베르그루엔은 네이단 가델즈와 함께 정치적 경영과 관련한 책 <21세기를 위한 지능적 경영 : 동서의 중간 길> 을 공동 저술했다. (Polity 2012) 파이낸셜 타임즈는 이를 "2012년 최고의 책 "으로 선정하였다. 이 책은 영어 이외에도 프랑스어, 스페인어, 포르투갈어, 독일어, 중국어로 번역되었으며 아랍어로의 출간을 앞두고 있다. 한국어판은 출판사 내인생의책|36.5에서 <현자생존 : 21세기를 위한 지성적 거버넌스>라는 제목으로 2014년 1월 출간을 준비 중이다. 베르그루엔은 현재 미국과 독일 양국의 시민권을 가지고 있다.

## 기관제휴
베르그루엔은 외교 관계협의회[, 포로 아이버로아메리카노(Foro Iberoamericano), 고든 브라운 전 영국 총리가 의장으로 있는 글로벌 윤리 및 시민권 위원회(Council on Foreign Relations)의 멤버이며 국제정책 태평양 위원회 이사회(Pacific Council on International Policy)의 임원이다. 2013년 그는 하버드 유럽연구센터 최초의 비 상주 선임연구원으로 임명되었으며 브루킹스 국제 자문위원회의 위원으로도 활동했다.

## 예술
베르그루엔은 베를린 베르그루엔 박물관, 로스앤젤레스 카운티 박물관 (LACMA), 런던 테이트 갤러리의 국제 위원회, 뉴욕 현대 미술관 이사회의 회장이자, 바이엘러 재단, 서펜타인 갤러리의 국제 위원회, 소더비 국제 자문 위원회의 멤버이다.
그는 로스엔젤레스 카운티 박물관과의 긴밀한 협력을 통해 에드 루샤, 존 발데사리, 폴 맥카시, 마이크 켈리, 찰스 레이, 크리스 버든, 브루스 나우먼, 요셉 보이스, 게르하르트 리히터, 지그마르 폴케, 마르틴 키펜베르거, 토마스 쉬테등 예술가들의 작품을 포함한 박물관 인수를 진행 중이다. 또한 평소 건축에 대한 관심이 남달랐던 베르그루엔은 리처드 마이어, 반 시게루, 그리고 데이비드 아디아예 등의 건축가들과 공동으로 하는 개발프로젝트를 함께 해오고 있다.

## 자선활동
베르그루엔은 니콜라 베르그루엔 자선 신탁을 통해 그의 재산 대부분을 기부하는 노력을 지속해왔다. 빌 게이츠와 워렌 버핏에 의해 설립되어 세계의 부자들로 하여금 그들의 재산을 기부하도록 독려하는 캠페인인 기부서약 (The Giving Pledge)에도 동참하였다.